# Зубрилин, Павел Яковлевич
Павел Яковлевич Зубрилин (1927—2013) — заслуженный тренер БССР по тяжёлой атлетике, мастер спорта СССР, деятель физической культуры БССР.

## Биография
Павел Зубрилин родился в 1927 году. Был служащим Советской армии в Приволжском военном округе и на Дальнем Востоке. Работал тренером и обучал курсантов военного училища. Павел Зубрилин помогал тренировать спортсменов, которые в будущем стали олимпийскими чемпионами — Владимира Голованова, Виктора Куренцова, а также Владимира Каплунова, который получил серебряную медаль Олимпиады 1964 года. В 1964 году Павел Зубрилин стал работать в Белорусском военном округе и развивал тяжёлую атлетику.
Павел Зубрилин был тренером первого олимпийского чемпиона из Белоруссии Валерия Шария, который никогда не спорил со своим наставником. Под его руководством он выполнил норматив мастера спорта и был включён в состав сборной страны, а также поставил рекорд 527,5 килограмм в среднем весе. В период, когда спортсмен и тренер стали сотрудничать, у Павла Зубрилина было множество новаторских идей насчёт тренировок спортсменок, которые он воплощал в подготовке спортсмена.
Воспитал 6 чемпионов мира, в том числе и Альберта Голубовича. Среди учеников Павла Зубрилина — заслуженный тренер Беларуси Анатолий Шилай, а также Рафаил Беленков.
Получал почётную грамоту Спорткомитета как лучший тренер СССР. Павел Зубрилин — судья международном категории.
Умер в 2013 году.

## Награды и звания
- Орден Трудового Красного Знамени
- Медаль «За боевые заслуги»
- Отличник физической культуры СССР